# Південноморський край

Кінай
Східноморський край (Токай)
Східногірський край (Тосан)
Північноземний край (Хокуріку)
Темногірський край (Сан'їн)
Світлогірський край (Санйо)
Південноморський край (Нанкай)
Західноморський край (Сайкай)

Південномо́рський кра́й (яп. 南海道, なんかいどう, МФА: [nankai̯ doː]) — адміністративна одиниця найвищого рівня в Японії 8 — 19 століття. Один з семи країв. З 20 століття — назва однойменного регіону.
Інші назви — Південномор'я, регіо́н Нанкай.

## Провінції
1. Провінція Ава (Сікоку)
2. Провінція Авадзі
3. Провінція Ійо
4. Провінція Кії
5. Провінція Санукі
6. Провінція Тоса